# Raionul Ujhorod, Transcarpatia
Ujhorod (în ucraineană Ужгородський район, transliterat: Ujhorodskîi raion) este un raion în regiunea Transcarpatia, Ucraina. Are reședința la Ujhorod.
Are o suprafață de 2.359,5 km². Populația este de 255.000 locuitori, determinată în 1 ianuarie 2022, prin bilanț demografic[*].